# Erynia phalloides
Erynia phalloides är en svampart som först beskrevs av A. Batko, och fick sitt nu gällande namn av Humber & Ben Ze'ev 1981. Erynia phalloides ingår i släktet Erynia och familjen Entomophthoraceae.   Inga underarter finns listade i Catalogue of Life.